# Катлийн Кели Мартин
Катлийн Кели Мартин (на английски: Kathleen Kelly Martin) е американска писателка на бестселъри в жанра съвременен романс, исторически романс, паранормален романс и романтичен трилър. Публикува своите произведения под псевдонимите Кет Мартин (на английски: Kat Martin), Кейси Марс (на английски: Kasey Mars) за първите си съвременни романси, и Кати Лоурънс (на английски: Kathy Lawrence), съвместен псевдоним със съпруга ѝ Лари Джей Мартин, автор на уестърни.

## Биография и творчество
Катлийн Мартин е родена на 14 юли 1947 г. в Бейкърсфийлд, Калифорния, САЩ. Дъщеря на Върн и Хелън Кели.
Макар да предпочита да се занимава с парапсихология, тя учи от 1966 г. до 1970 г. в Университета на Калифорния в Санта Барбара, който завършва с бакалавърска степен по антропология и с допълнителна специалност по история. След дипломирането си решава да остане в живописната Санта Барбара. През 1980 г. започва да работи като брокер на недвижими имоти в Санта Барбара и в окръг Горен Бъргън, Ню Джърси, до 1984 г. Тя обича работата си, защото среща много хора и се запознава с техните впечатляващи истории. С някои остават приятели за цял живот.
През 1984 г. Катлийн Мартин се връща в Бейкърсфийлд, където продължава същата си дейност до януари 1985 г. Като брокер се запознава с бъдещия си съпруг Лари Джей Мартин, писател на уестърни и фотограф. Той я моли да прочете негов непубликуван ръкопис и тя се влюбва в книгата, и в автора. На 20 април 1985 г. двамата сключват брак. Имат двама сина – Майк и Рекс.
След като помага в редакцията на книгата му тя е подтикната от него сама да опита да пише. „Винаги съм обичала книгите. Бях запален читател, и имах безброй мои собствени истории в главата си. Да ги опиша изглеждаше логична стъпка." – казва тя.
След няколко години опити, първият ѝ роман „Magnificent Passage“ е публикуван през 1988 г. под псевдонима Кет Мартин, с който е позната като писателка. Оттогава е автор на над 50 романса в различни жанрове.
Произведенията на Катлийн Мартин често са в списъците на бестселърите на „Ню Йорк Таймс“, преведени са на много езици и са отпечатани в над 12 милиона копия в над 20 страни по света. През 1998 г. е удостоена в награда от „Romantic Times“ за цялостно творчество за нейните исторически романси.
Член е на Асоциацията на писателите на романси на Америка и на Асоциацията на писателите на уестърни.
Катлийн Мартин живее със съпруга си ранчото си в Клинтън, окръг Мизула, Монтана, а през зимата близо до плажа в Калифорния. В свободното си време обича да обикаля стари и исторически ханове, сгради и забележителности, особено в Европа, а зимно време да кара ски.

## Произведения

### Самостоятелни романи
- Magnificent Passage (1988)
- Dueling Hearts (1989)
- Tin Angel (1989) – под псевдонима Кати Лоурънс
- Капитанът и дивата котка, Captain's Bride (1990)
- Lover's Gold (1991)
- Смелият ангел, Bold Angel (1994)
- Midnight Rider (1996)
- Night Secrets (1999)
- Hot Rain (2002)
- Secret Ways (2003)
- Season Of Strangers (2008)

### Серия „Гарик“ (Garrick)
1. Gypsy Lord (1992)
2. Сладко отмъщение, Sweet Vengeance (1993)
3. Откупът, Devil's Prize (1995)

### Серия „Южняшки истории“ (Southern)
1. Креолско сърце, Creole Fires (1992)
2. Savannah Heat (1992)
3. Natchez Flame (1994)

### Серия „Паранормална серия I“ (Paranormal Series I)
1. The Silent Rose (1994) – под псевдонима Кейси Маркс
2. The Dream (1995) – под псевдонима Кейси Маркс
3. The Secret (2001)

### Серия „Личфийлд“ (Litchfield)
1. Nothing But Velvet (1997)
2. Коприна и стомана, Silk and Steel (2000)

### Серия „Кингсланд“ (Kingsland)
1. Innocence Undone (1997)
2. Dangerous Passions (1998)

### Серия „Клейтън“ (Clayton)
1. Wicked Promise (1998)
2. Perfect Sin (2000)

### Серия „Безсърдечните“ (Heartless)
1. Heartless (2001)
2. The Fire Inside (2001)
3. Fanning the Flame (2002)

### Серия „Сестрите Синклер“ (Sinclair Sisters)
1. Midnight Sun (2003)
2. Desert Heat (2004)
3. Deep Blue (2005)

### Серия „Колие“ (Necklace)
1. The Bride's Necklace (2004)
2. The Devil's Necklace (2005)
3. The Handmaiden's Necklace (2006)

### Серия „Паранормална серия II“ (Paranormal Series II)
1. Scent of Roses (2006)
2. The Summit (2007)

### Серия „Сърце“ (Heart Trilogy)
1. Heart of Honor (2007)
2. Heart of Fire (2008)
3. Heart of Courage (2008)

### Серия „Булка“ (Bride Trilogy)
1. Royal's Bride (2009)
2. Reese's Bride (2009)
3. Rule's Bride (2010)

### Серия „Драйървил, Мичиган“ (Dreyerville, Michigan)
1. The Christmas Clock (2009)
2. A Song for My Mother (2011)

### Серия „Ренс от Каньона на вятъра“ (Raines of Wind Canyon)
1. Against the Wind (2010)
2. Against the Fire (2011)
3. Against the Law (2011)
4. Against the Storm (2011)
5. Against the Night (2012)
6. Against the Sun (2012)
7. Against the Odds (2012)
8. Against the Edge (2013)
9. Against the Mark (2013)